# Lista de emissoras de televisão do Rio Grande do Sul
Esta é uma lista de emissoras de televisão do estado brasileiro do Rio Grande do Sul. São 35 emissoras concessionadas pela ANATEL. Pela lei, uma Retransmissora de Televisão (RTV) fora da Amazônia Legal pode gerar programação local limitada e não pode vender espaços comerciais, e uma emissora do Serviço Especial de Televisão por Assinatura (TVA) só pode exibir programação temporariamente durante o dia. As emissoras podem ser classificadas pelo nome, canal analógico, canal digital, cidade de concessão, sede, razão social, afiliação e prefixo.

## Canais abertos
| Nome                     | CA | CD      | Concessão         | Sede              | Razão social                                                                 | Afiliação                                        | Prefixo |
| ------------------------ | -- | ------- | ----------------- | ----------------- | ---------------------------------------------------------------------------- | ------------------------------------------------ | ------- |
| ALTV                     | —  | 11 (25) | Porto Alegre      | Porto Alegre      | Câmara dos Deputados                                                         | .1 TV Câmara .3 TV Senado .4 TV Câmara Municipal | ZYP 106 |
| Band RS                  | —  | 10 (32) | Porto Alegre      | Porto Alegre      | Rádio e TV Portovisão Ltda.                                                  | Rede Bandeirantes                                | ZYP 329 |
| TV Câmara Pelotas        | —  | 21      | Pelotas           | Pelotas           | Câmara dos Deputados                                                         | .1 TV Câmara .3 ALTV .4 TV Senado                | ZYP 112 |
| TV Câmara Rio Grande     | —  | 8 (47)  | Rio Grande        | Rio Grande        | Câmara dos Deputados                                                         | .1 TV Câmara .3 ALTV .4 TV Senado                | ZYP 283 |
| TV Câmara Santa Maria    | —  | 18      | Santa Maria       | Santa Maria       | Câmara dos Deputados                                                         | .1 TV Câmara .3 ALTV .4 TV Senado                | ZYP 113 |
| CNT Rio Grande do Sul    | —  | 31      | Caxias do Sul     | Caxias do Sul     | Televisão Diamante Ltda.                                                     | CNT                                              | ZYP 101 |
| RBS TV Bagé              | —  | 6 (34)  | Bagé              | Bagé              | RBS TV Bagé Ltda.                                                            | TV Globo                                         | ZYB 610 |
| RBS TV Caxias do Sul     | —  | 8 (33)  | Caxias do Sul     | Caxias do Sul     | RBS Participações S.A.                                                       | TV Globo                                         | ZYB 615 |
| RBS TV Cruz Alta         | 3  | 33      | Cruz Alta         | Cruz Alta         | Televisão Cruz Alta Ltda.                                                    | TV Globo                                         | ZYB 623 |
| RBS TV Erechim           | 2  | 33      | Erechim           | Erechim           | Televisão Alto Uruguai S/A                                                   | TV Globo                                         | ZYB 620 |
| RBS TV Passo Fundo       | 7  | 34      | Passo Fundo       | Passo Fundo       | Rádio e TV Umbu Ltda.                                                        | TV Globo                                         | ZYB 626 |
| RBS TV Pelotas           | —  | 4 (34)  | Pelotas           | Pelotas           | Televisão Tuiuti S.A.                                                        | TV Globo                                         | ZYB 617 |
| RBS TV Porto Alegre      | —  | 12 (34) | Porto Alegre      | Porto Alegre      | RBS Participações S.A.                                                       | TV Globo                                         | ZYP 100 |
| RBS TV Rio Grande        | —  | 9 (33)  | Rio Grande        | Rio Grande        | Televisão Rio Grande S.A.                                                    | TV Globo                                         | ZYB 613 |
| RBS TV Santa Cruz do Sul | —  | 6 (33)  | Santa Cruz do Sul | Santa Cruz do Sul | RBS TV Santa Cruz Ltda.                                                      | TV Globo                                         | ZYB 635 |
| RBS TV Santa Maria       | —  | 12 (33) | Santa Maria       | Santa Maria       | Televisão Imembuí S.A.                                                       | TV Globo                                         | ZYB 611 |
| RBS TV Santa Rosa        | 6  | 34      | Santa Rosa        | Santa Rosa        | RBS TV Santa Rosa Ltda.                                                      | TV Globo                                         | ZYB 629 |
| RBS TV Uruguaiana        | —  | 13 (34) | Uruguaiana        | Uruguaiana        | Televisão Uruguaiana Ltda.                                                   | TV Globo                                         | ZYP 107 |
| Record RS                | —  | 2 (21)  | Porto Alegre      | Porto Alegre      | Televisão Guaíba Ltda.                                                       | Record                                           | ZYB 622 |
| RIT                      | —  | 42      | Porto Alegre      | Porto Alegre      | Boa Ventura Empresa de Serviço de Acesso Condicionado Ltda.                  | RIT                                              | TVA     |
| SBT RS                   | —  | 5 (28)  | Porto Alegre      | Porto Alegre      | TVSBT Canal 5 de Porto Alegre S/A                                            | SBT                                              | ZYB 618 |
| Sul TV                   | —  | 42      | Camaquã           | Camaquã           | CV - Rádio e Televisão Ltda.                                                 | Canal Rural                                      | ZYP 118 |
| Top TV Pelotas           | —  | 18 (19) | Pelotas           | Pelotas           | Sistema Nativa de Comunicações Ltda.                                         | Top TV                                           | ZYB 636 |
| TV Cachoeira             | —  | 11 (46) | Cachoeira do Sul  | Cachoeira do Sul  | Televisão Cachoeira do Sul Ltda.                                             | TV Novo Tempo                                    | ZYB 624 |
| TV Canção Nova RS        | —  | 52 (51) | Novo Hamburgo     | São Leopoldo      | Associação Antônio Vieira - Universidade do Vale do Rio dos Sinos - UNISINOS | TV Canção Nova                                   | ZYB 634 |
| TV Farol                 | —  | 11 (41) | Rio Grande        | Rio Grande        | Farol Radiodifusão Ltda.                                                     | RIT                                              | ZYB 639 |
| TV Gazeta                | —  | 18      | Santa Cruz do Sul | Santa Cruz do Sul | Fundação Gazeta - Jornalista Francisco José Frantz                           | —                                                | ZYP 119 |
| TV Pampa Centro          | —  | 4 (26)  | Santa Maria       | Santa Maria       | TV Santa Maria Ltda.                                                         | RedeTV!                                          | ZYP 117 |
| TV Pampa Norte           | —  | 9 (26)  | Carazinho         | Carazinho         | Televisão Norte do RGS Ltda.                                                 | RedeTV!                                          | ZYP 116 |
| TV Pampa Porto Alegre    | —  | 4 (26)  | Porto Alegre      | Porto Alegre      | Empresa Portoalegrense de Comunicação Ltda.                                  | RedeTV!                                          | ZYP 102 |
| TV Pampa Sul             | —  | 13 (26) | Pelotas           | Pelotas           | TV Zona Sul Ltda.                                                            | RedeTV!                                          | ZYP 111 |
| TVE RS                   | —  | 7 (30)  | Porto Alegre      | Porto Alegre      | Estado do Rio Grande do Sul                                                  | TV Brasil                                        | ZYP 120 |
| Ulbra TV                 | —  | 48 (50) | Porto Alegre      | Canoas            | Associação Educacional Luterana do Brasil - AELBRA                           | TV Cultura                                       | ZYB 637 |

### Extintos
| Nome                  | Canal | Cidade de concessão | Período de existência |
| --------------------- | ----- | ------------------- | --------------------- |
| TV Piratini           | 5     | Porto Alegre        | 1959-1980             |
| TVCOM                 | 36    | Porto Alegre        | 1995-2015             |
| OCTO                  | 36    | Porto Alegre        | 2015-2016             |
| UCS TV                | 27    | Caxias do Sul       | 1997-2018             |
| UPFTV                 | 4     | Passo Fundo         | 2001-2022             |
| Rede Sul de Televisão | 55    | Porto Alegre        | 1992-2024             |

## Canais fechados
- Masper TV
- FURG TV (Canal Saúde)
- PoaTV
- TV Campus (SescTV)
- TV Caxias
- TV Feevale (Futura)
- TV Metrópole
- TV Serramar
- TVC (NGT)
- TVNH
- UNITV
- URI TV